# Андріс Трейманіс
Андріс Трейманіс (лат. Andris Treimanis, 16 березня 1985, Кулдіга) — латвійський футбольний арбітр. Арбітр ФІФА з 2011 року.
21 жовтня 2006 року Трейманіс провів свій перший матч у вищому дивізіоні Латвії. Через п'ять років, 2011 року, отримав статус арбітра ФІФА і вже 30 червня дебютував на міжнародному рівні матчем Ліги Єврови УЄФА міжклубами АЗАЛ та «Мінськ» (1:1). У цій грі арбітр роздавав чотири жовті картки.
Свій перший матч у Лізі чемпіонів УЄФА відсудив 24 липня 2013 року, у матчі між «Марибором» і «Біркіркарою» . Трейманіс показав жовту картку тричі в цій грі.
2019 року був включений до списку арбітрів на молодіжний чемпіонат Європи в Італії.

## Матчі збірних
| Дата              | Місце                     | Збірні                  | Рахунок | Турнір                    | ЖК | RK | YK · YK · RK |
| ----------------- | ------------------------- | ----------------------- | ------- | ------------------------- | -- | -- | ------------ |
| 25 березня 2011   | Каунас, Литва             | Литва — Польща          | 2 — 0   | Товариський матч          | 4  | 0  | 0            |
| 29 лютого 2012    | Малага, Іспанія           | Іспанія — Венесуела     | 5 — 0   | Товариський матч          | 1  | 0  | 1            |
| 14 листопада 2012 | Тбілісі, Грузія           | Грузія — Єгипет         | 0 — 0   | Товариський матч          | 2  | 0  | 0            |
| 5 березня 2014    | Тбілісі, Грузія           | Грузія — Ліхтенштейн    | 2 — 0   | Товариський матч          | 0  | 0  | 0            |
| 31 березня 2015   | Таллінн, Естонія          | Естонія — Ісландія      | 1 — 1   | Товариський матч          | 2  | 0  | 0            |
| 25 березня 2017   | Люксембург, Люксембург    | Люксембург — Франція    | 1 — 3   | Відбір на ЧС-2018         | 4  | 0  | 0            |
| 4 вересня 2017    | Варшава, Польща           | Польща — Казахстан      | 3 — 0   | Відбір на ЧС-2018         | 4  | 0  | 0            |
| 8 жовтня 2017     | Кайзерслаутерн, Німеччина | Німеччина — Азербайджан | 5 — 1   | Відбір на ЧС-2018         | 1  | 0  | 0            |
| 10 листопада 2017 | Львів, Україна            | Україна — Словаччина    | 2 — 1   | Товариський матч          | 4  | 0  | 0            |
| 23 березня 2018   | Баку, Азербайджан         | Азербайджан — Білорусь  | 0 — 1   | Товариський матч          | 4  | 0  | 0            |
| 30 травня 2018    | Раквере, Естонія          | Естонія — Литва         | 2 — 0   | Товариський матч          | 1  | 0  | 0            |
| 9 вересня 2018    | Нікосія, Кіпр             | Кіпр — Словенія         | 2 — 1   | Ліга націй УЄФА 2018—2019 | 6  | 0  | 0            |
| 23 березня 2019   | Валенсія, Іспанія         | Іспанія — Норвегія      | 2 — 1   | Відбір на Євро-2020       | 6  | 0  | 0            |